# Cabruta
Cabruta – miasto w Wenezueli, w stanie Guárico.